# پومپویر

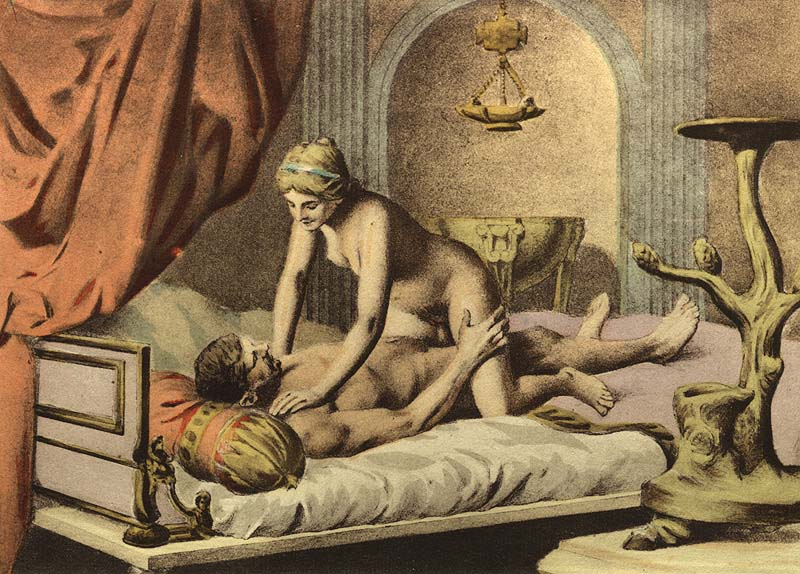
در روش زن روی مرد، مرد حالتی انفعالی دارد و این در حالی است که زن حالتی فعالانه دارد. (نگاره از ادوار-آنری آوریل)

پومپویر (به انگلیسی: Pompoir) که با اصطلاحاتی چون "فلوت زدن" یا "گیره سنگاپوری" نیز شناخته می‌شود، شیوه‌ای از آمیزش جنسی در انسان است که در آن زن با انقباض و انبساط ماهیچه‌های داخلی مهبل یا مقعد خود آلت تناسلی مرد را تا رسیدن او به انزال تحریک می‌کند. برای انجام این نوع آمیزش می‌بایست هر دو تن در حالت آرامش قرار گیرند و تنها زن با بهره‌گیری از تکانه‌های آهنگین (ریتمیک) ماهیچه بابوکوکسیجیوس اقدام به تحریک آلت تناسلی مرد نماید. از این رو بهترین پوزیشن آمیزشی برای این کار پوزیشن دختر گاوچران است.
یکی از روش‌های یافتن مهارت در انجام این نوع آمیزش بهره‌گیری از تمرین‌هایی همچون تمرین کیگل است که در آن ماهیچه‌های مربوطه به خوبی به کار واداشته می‌شوند و زن یادمی‌گیرد چگونه ماهیچه‌ها را تک به تک به صورت آهنگین گرفته و رها کند (منقبض و منبسط کند).

## قبضه
«قبضه» تکنیک دیگری است که از آسیای جنوبی آغاز شده و در آن زن از ماهیچه‌های شکمی برای تحریک آلت تناسلی مرد بهره می‌برد؛ که در این صورت مرد می‌بایست کاملاً بی‌حرکت باشد. گفته می‌شود زنان برای یافتن مهارت در این گونه از آمیزش می‌بایست سال‌های طولانی به تمرین بپردازند؛ چراکه انجام آن بسیار دشوار است. این عملی برگرفته از تانترا است که هدف آن افزایش مدت زمان و میزان لذت در رابطه جنسی است. برگردان این واژه 'نگاه‌دارنده' و احساس آن همچون 'شیر دادن' است.

## مطالعه بیش‌تر
- Kadosh, Carlos, Celine Kirei (2015) Pompoir - The Path of Pleasure - Health, Sexuality and Qualith of Life. Eden Publishing ISBN 978-85-98691-19-0
- Kadosh, Carlos, (2015) Male Sexual Potency - Pompoir - The Kama Sutra`s Gymnastic. Eden Publishing ISBN 978-85-98691-20-6